# Agromyza pallidifrons
Agromyza pallidifrons är en tvåvingeart som beskrevs av Spencer 1959. Agromyza pallidifrons ingår i släktet Agromyza och familjen minerarflugor. Inga underarter finns listade i Catalogue of Life.